# Plužine (Nevesinje, BiH)
Plužine su naselje mjesto u općini Nevesinje, Republika Srpska, BiH.
Putem iz Nevesinja ka Gackom stiže se do Kifina Sela zatim slijede Plužine. U Plužinama se s asfaltne ceste skreće na makadamsku koja vodi prema Kalinoviku. Prolauzeći kroz Donje i Gornje Plužine, dolazi se na visoravan Morine.
U mjestu su i dva katolička groba, s dva križa ograđena suhozidom. Ovdje je nadgrobni spmenik planištaru Jozi Papcu koji je umro u Donjim Plužinama. Razbolio se dok je gonio stoku u planinu Treskavicu.
Gornje Plužine danas su nenaseljene. Nekad je ovdje bilo 18 kuća, od čega 12 muslimanskih i 6 pravoslavnih. Prolazeći kroz ovo mjesto ulazi se u duboki kanjon Surdup iznad kojeg se provlači uski put prema Vranjkuši.

## Stanovništvo

### Popisi 1961. – 1991.
| Plužine       |             |             |              |              |
| godina popisa | 1991.       | 1981.       | 1971.        | 1961.        |
| Srbi          | 68 (78,16%) | 99 (73,33%) | 172 (64,42%) | 189 (57,27%) |
| Muslimani     | 18 (20,69%) | 36 (26,67%) | 95 (35,58%)  | 3 (0,91%)    |
| Hrvati        | 0           | 0           | 0            | 0            |
| Jugoslaveni   | 0           | 0           | 0            | 138 (41,82%) |
| ostali        | 1 (1,14%)   | 0           | 0            | 0            |
| ukupno        | 87          | 135         | 267          | 330          |

### Popis 2013.
| Plužine            |              |
| godina popisa      | 2013.        |
| Srbi               | 41 (100,00%) |
| Bošnjaci           | 0            |
| Hrvati             | 0            |
| ostali i nepoznato | 0            |
| ukupno             | 41           |